# Prudente de Morais (Minas Gerais)
Prudente de Morais est une municipalité brésilienne de l'État du Minas Gerais et la microrégion de Sete Lagoas.